# Call of Duty: Warzone
Call of Duty: Warzone — free-to-play компьютерная игра в жанре многопользовательского шутера от первого лица и королевской битвы, разработанная компаниями Infinity Ward и Raven Software и изданная Activision 10 марта 2020 года для PC, PlayStation 4 и Xbox One. Warzone позволяет вести многопользовательскую онлайн-борьбу на одном поле боя вне зависимости от платформы между 150—200 игроками, находящимися в вымышленном городе Верданск.
В игре есть три основных режима — «добыча» — суть режима в том что надо собрать как можно больше денег, «Королевская битва» и «возрождение» то же самое что и обычная королевская битва, но с функцией возрождения . Warzone использует новую внутриигровую валюту, которую можно использовать на станциях покупки внутри Верданска и в его окрестностях. Игроки также могут использовать валюту игры для покупки предметов, например, серий убийств или противогазов. На момент запуска игры, Warzone позволял играть только в отряде из 3 человек. Неделю спустя, 17 марта 2020 года, в игру был добавлен соло-режим. Позднее, 8 апреля 2020 года, одновременно с патчем третьего сезона Modern Warfare, в игру был добавлен отряд из 4 человек.
10 апреля 2020 года компания Activision отчиталась о 50 миллионах скачиваний игры за первый месяц. 21 сентября 2023 года игра закрыта в связи с выходом Call of Duty: Warzone 2.0.

## Игровой процесс
Warzone поддерживает два базовых режима игры — «королевская битва» и «добыча». Warzone стала третьей игрой, после режимов «Blackout» в Call of Duty: Black Ops 4 (2018) и «Королевская битва» в Call of Duty: Mobile, из серии Call of Duty, где поддерживается режим королевской битвы. Warzone отличается от Black Ops 4 поощрением накопления игровой валюты, вместо поиска оснащения для оружия, разбросанного по карте. Warzone использует бои, в которых участвует до 150 игроков, в отличие от других игр подобного рода, которые поддерживают лишь до ста человек в одном бою.
Суть режима королевской битвы заключается в том, что игроки стремятся остаться последними выжившими на карте, игровое пространство которой постоянно сжимается. Игроки десантируются на большую игровую зону, где сталкиваются с другими игроками. Игроков, в процессе, становится меньше, игровое пространство сужается, сталкивая оставшихся игроков между собой. В игре зоны, на которых битва уже невозможна, заполнены зелёным газом, который со временем отнимает очки здоровья, вследствие чего игрок погибает. Игрок может открывать и закрывать парашют неограниченное количество раз, пока его персонаж находится в воздухе. На момент запуска игры, поддерживался только режим для отрядов из трёх человек. Позднее в игру был добавлен соло-режим. Вместе с обновлением третьего сезона число режимов в игре увеличилось до четырёх — сольный режим, отряды из трёх или четырёх игроков и слегка подправленный режим добычи для четырёх человек. Режим добычи для двух игроков был добавлен 20 апреля 2020 года.
Смерть персонажа в режиме королевской битвы совсем не означает его поражение. В игре присутствует механика возрождения, которой можно воспользоваться несколькими способами. Убитые игроки попадают в ГУЛАГ (Англ. Gulag.), где вступают в одиночную битву с другим убитым игроком. У обоих соперников одинаковое вооружение. Победитель такой битвы возвращается на игровое поле. Другие методы возрождения доступны только с помощью использования внутриигровой валюты. Игроки могут покупать купоны возрождения для себя или для других игроков. Так они не будут проходить процесс битвы в ГУЛАГе.
В режиме добычи командам нужно искать валюту, раскиданную по всей игровой карте, чтобы накопить 1 миллион. Команда, первой набравшая нужную сумму, переходит в овертайм, где может приумножить свои богатства в полтора раза. Побеждает команда, которая набрала больше всего денег. Игроки в этом режиме возрождаются автоматически.
Каждый игрок начинает битву с пистолетом Х16 без дополнительного оснащения. Игрок может взять себе любой найденный предмет. Максимальная комплектация стандартна — главное и вспомогательное оружие, летальное и тактическое оснащение, полевые улучшения и серии убийств. В Warzone, как и в других играх жанра королевской битвы, присутствует броня в виде бронепластин. Игроки также могут подбирать валюту, которая может быть использована для различных целей.

## Выпуск
Игра была выпущена 10 марта 2020 года, после серии сбоев и утечек информации в предшествующий месяц. О существовании игры стало известно месяцем ранее, из публикации на Reddit, сбой программного кода позволил игрокам получить доступ к ранней версии игровой карты. 8 марта 2020 года, за два дня до официального выпуска игры, стример под ником Chaos опубликовал 11-минутное видео, в котором рассказывал об особенностях геймплея неизданной игры Warzone. Впоследствии, видео было удалено. 9 марта издатель игры Activision сообщил, что игра выйдет в свет 10 марта. Уже через день после выпуска, 11 марта, Activision сообщил о том, что игру скачали более 6 000 000 людей. 3 дня спустя стало известно о том, что Warzone была скачана 15 000 000 игроков.

## Критика
| Сводный рейтинг       | Сводный рейтинг                     |
| Агрегатор             | Оценка                              |
| --------------------- | ----------------------------------- |
| Metacritic            | PC: 80/100 PS4: 79/100 XONE: 78/100 |
| Иноязычные издания    |                                     |
| Издание               | Оценка                              |
| Edge                  | 8/10                                |
| GameSpot              | 7/10                                |
| IGN                   | 7/10                                |
| Русскоязычные издания |                                     |
| Издание               | Оценка                              |
| 3DNews                | 8/10                                |
| Gameplay              | [ 21 ]                              |
| «Игры Mail.ru»        | 8,5/10                              |

### Комментарии
1. ↑  Дополнительная работа от High Moon Studios, Beenox, Sledgehammer Games, Toys For Bob и Activision Shanghai